# Communauté religieuse de Saint-Georges-de-L'Isle
La Communauté religieuse de Saint-Georges-de-L'Isle est basée dans la commune de Saint-Fraimbault-de-Prières, dans le département de la Mayenne.

## Histoire
Le Château de l'Ile-du-Gast était la propriété du comte et de la comtesse d'Héliand, qui ont fait don en 1867 de leurs terres aux pauvres, aux vieillards et aux orphelins de la région. 
En octobre 1875, les premières Filles de la Charité (compagnie fondée par saint Vincent de Paul et sainte Louise de Marillac en 1633) prend officiellement possession du domaine de l'Isle, qui a pris le nom de Saint-Georges-de-l'Isle, en référence au fils de la comtesse, Georges d'Héliand, atteint d'une balle en plein front à la bataille de Castelfidardo en 1860.
Au fil des années et devant le nombre croissant des orphelins, le château s'agrandit avec de nouveaux bâtiments, sous l'impulsion de sœur Catherine. 
Pendant la Première Guerre mondiale, le château devient une annexe de l’hôpital de Mayenne et accueille en convalescence les soldats blessés. En reconnaissance, ceux-ci ont offert la statue de Jeanne d’Arc en bronze, placée actuellement au-dessus de la porte d’entrée.
Jusque dans les années 1960, une centaine d’orphelins, une soixantaine de vieillards y vivront pratiquement en autarcie. Les plus jeunes étudient et font de la musique. En 1924, un ancien orphelin crée une fanfare qui a animé avec succès pendant plus de trente ans de nombreuses festivités, sa notoriété dépassant les limites du département.
En juin 1964, un incendie détruit une partie des bâtiments annexes, qui sont alors agrandis et modernisés.
1972 marque un tournant important : un décret décide la fermeture de l’orphelinat, mais l’établissement conserve sa structure de maison de retraite, à laquelle est adjoint en 1983 un foyer de vie pour adultes handicapés.